# Pommetje Horlepiep
Pommetje Horlepiep is een Nederlandse kinderserie die werd uitgezonden van vrijdag 29 oktober 1976 tot en met vrijdag 28 december 1979. De serie wordt gezien als de opvolger van de eveneens door John Henri uit den Bogaard geschreven serie Swiebertje.

## Geschiedenis
Na het succes van Swiebertje besloot Uit den Bogaard een nieuwe serie te schrijven. Dit werd Pommetje Horlepiep. Acteur en regisseur Frits Butzelaar werd gevraagd om dit verhaal tot televisieserie voor de NCRV te ontwikkelen.
Van Pommetje Horlepiep werden vier series gemaakt. In vergelijking met Swiebertje was het televisieleven van Pommetje maar kort, namelijk drie jaar en twee maanden. De 39 afleveringen werden in de vooravond vanaf 19.00 uur op Nederland 1 uitgezonden.

## Verhaal
De verhalen spelen zich af in een klein dorp in de jaren twintig en dertig van de twintigste eeuw. Rombertus Horlepiep, bijgenaamd "Pommetje", is een vrolijke jongeman met een grote mond, een klein hartje en een baan als huisknecht, chauffeur en manusje-van-alles bij jonkheer Sebastiaan Roos van Leeuwenborgh. Deze rol werd gespeeld door Ton Lensink, maar door diens vertrek uit de serie werd het personage vanaf de tweede serie vervangen door dat van de broer van Sebastiaan, de deftige baron Theobald, gespeeld door Henk Molenberg, goed bevriend met de kapiteinsvrouw Ieke Maris-van der Velde voor wie Pommetje ook regelmatig klusjes uitvoert.
Net als in Swiebertje is er sprake van een huishoudster, "Hanna", en Pommetje is samen met haar verantwoordelijk voor de dagelijkse gang van zaken op het kasteel van de baron, door hem "Baldi" genoemd. Zijn beste vrienden zijn Gijs Kwast en herbergier Moppie Leutermans. Ook zijn er net als in Swiebertje een veldwachter, hier met de naam "Geitebrei" (soms gespeld als "Geitebrij"), en diens vrouw Trui.

## Rolverdeling

### Hoofdrollen
| Personage                               | Acteur/actrice       |
| --------------------------------------- | -------------------- |
| Pommetje Horlepiep                      | Bram Biesterveld     |
| Jonker Sebastiaan Roos van Leeuwenborgh | Ton Lensink          |
| Baron Theobald                          | Henk Molenberg       |
| Hanna                                   | Teddy Schaank        |
| Moppie Leutermans                       | Paul Meijer          |
| Gijs Kwast                              | John Leddy           |
| Ieke Maris                              | Sylvia de Leur       |
| Aagje Hobbes                            | Johanneke van Kooten |
| Martje Kraats                           | Marlous Fluitsma     |
| Evert Pruim                             | Jan Kruyk            |
| Boer Gerrit/Teun                        | Sacco van der Made   |
| Boerin Griet en Annemarie               | Marjan Berk          |
| Veldwachter Geitebrei                   | Bert van der Linden  |
| Marskramer                              | Willy Ruys           |
| Moeder Maaike                           | Carolina Stoeltie    |

### Gastrollen
| Personage          | Acteur/actrice            |
| ------------------ | ------------------------- |
| Postbode           | Jan Wegter                |
| Hilletje           | Angélique de Boer         |
| Nicolaas Nagelaar  | Frans Kokshoorn           |
| Burgemeester       | Wim van den Brink         |
| Boer               | Ab Hofstee                |
| Caspar Konkelhouse | Pieter Lutz               |
| Trui Geitebrei     | Annie Koen                |
| Oom Henri          | Lo van Hensbergen         |
| Adeline Dorgeest   | Elsa Lioni                |
| Frederik Dorgeest  | Tob de Bordes             |
| Max Mulder         | Ruud Bos                  |
| Langpoot           | Bram van der Vlugt        |
| Vetkluif           | Johny Voners              |
| Geert              | Joop Wittermans           |
| Kees               | Cees van Oyen             |
| Karel              | Hans Boskamp              |
| Hermine de Belfort | Liane Saalborn            |
| Verhuizers         | Con Meijer, Theo Versteeg |

## Afleveringen

### Seizoen 1 (1976-1977)
| Aflevering (Seizoen) | Aflevering (Serie) | Titel                                   | Uitzenddatum     |
| -------------------- | ------------------ | --------------------------------------- | ---------------- |
| 1                    | 1                  | Pommetje zoekt een baantje              | 29 oktober 1976  |
| 2                    | 2                  | Wat er op één dag allemaal gebeuren kan | 26 november 1976 |
| 3                    | 3                  | Pommetje maakt een goeie beurt          | 24 december 1976 |
| 4                    | 4                  | Een vreemde bezoeker                    | 12 februari 1977 |
| 5                    | 5                  | Een grapje dat uit de hand liep         | 12 maart 1977    |
| 6                    | 6                  | Zie maar dat je het redt, Pommetje      | 9 april 1977     |
| 7                    | 7                  | Een vreemde kwast                       | 7 mei 1977       |

### Seizoen 2 (1977-1978)
| Aflevering (Seizoen) | Aflevering (Serie) | Titel                               | Uitzenddatum     |
| -------------------- | ------------------ | ----------------------------------- | ---------------- |
| 1                    | 8                  | Knap gedaan                         | 21 oktober 1977  |
| 2                    | 9                  | Over spaarvarkens en Sinterklaas    | 18 november 1977 |
| 3                    | 10                 | Seye in het nauw gebracht           | 16 december 1977 |
| 4                    | 11                 | Maak het niet te bont, Pommetje     | 13 januari 1978  |
| 5                    | 12                 | Wat een aardige heer                | 10 februari 1978 |
| 6                    | 13                 | Hou toch je mond, Pommetje          | 10 maart 1978    |
| 7                    | 14                 | Een verjaardag om nooit te vergeten | 7 april 1978     |

### Seizoen 3 (1979)
| Aflevering (Seizoen) | Aflevering (Serie) | Titel                             | Uitzenddatum  |
| -------------------- | ------------------ | --------------------------------- | ------------- |
| 1                    | 15                 | Wat is dat voor een dame?         | 12 maart 1979 |
| 2                    | 16                 | Een ideetje voor een dineetje     | 19 maart 1979 |
| 3                    | 17                 | Met geld en harde woorden         | 26 maart 1979 |
| 4                    | 18                 | Over wartaal en misbaksels        | 2 april 1979  |
| 5                    | 19                 | Allemaal jouw schuld, Orlepiep!   | 9 april 1979  |
| 6                    | 20                 | Een goed idee, Pommetje           | 16 april 1979 |
| 7                    | 21                 | Levenslessen en appeltaart        | 23 april 1979 |
| 8                    | 22                 | Van kletspraatjes en speurtochten | 30 april 1979 |
| 9                    | 23                 | Driemaal hoera voor Geitebrei     | 7 mei 1979    |
| 10                   | 24                 | Eet smakelijk, oom Henri          | 14 mei 1979   |
| 11                   | 25                 | Twee grote stijfkoppen            | 21 mei 1979   |
| 12                   | 26                 | Een cadeautje uit Schotland       | 28 mei 1979   |

### Seizoen 4 (1979)
| Aflevering (Seizoen) | Aflevering (Serie) | Titel                          | Uitzenddatum     |
| -------------------- | ------------------ | ------------------------------ | ---------------- |
| 1                    | 27                 | Proost Pommetje                | 5 oktober 1979   |
| 2                    | 28                 | Dat was me het dagje wel       | 12 oktober 1979  |
| 3                    | 29                 | De rollen eens omgekeerd       | 19 oktober 1979  |
| 4                    | 30                 | Het zal je maar gebeuren       | 26 oktober 1979  |
| 5                    | 31                 | Hoe het allemaal afliep        | 2 november 1979  |
| 6                    | 32                 | De stoel van moeder Maaike     | 9 november 1979  |
| 7                    | 33                 | De portefeuille                | 16 november 1979 |
| 8                    | 34                 | Een geluk bij een ongeluk      | 23 november 1979 |
| 9                    | 35                 | Sinterklaas zonder Sinterklaas | 30 november 1979 |
| 10                   | 36                 | Een echte geluksvogel          | 7 december 1979  |
| 11                   | 37                 | De foto                        | 14 december 1979 |
| 12                   | 38                 | Voetstappen in het donker      | 21 december 1979 |
| 13                   | 39                 | Een afscheid met verrassingen  | 28 december 1979 |